# Pacific Avenue
Pacific – naziemna stacja niebieskiej linii metra w Los Angeles. Znajduje się na Pacific Avenue w pobliżu skrzyżowania z 4th Street w centrum miasta (Long Beach). Położona jest na pętli ulicznej na południowym krańcu linii, obsługuje tylko tramwaje jadące w kierunku północnym.

## Godziny kursowania
Tramwaje kursują w przybliżeniu od 5:00 do 0:45

## Połączenia autobusowe
- LADOT Commuter Express: 142